# 7315 Кольбе
7315 Кольбе (7315 Kolbe) — астероїд головного поясу, відкритий 29 вересня 1973 року.
Тіссеранів параметр щодо Юпітера — 3,436.